# Toxina diftérica

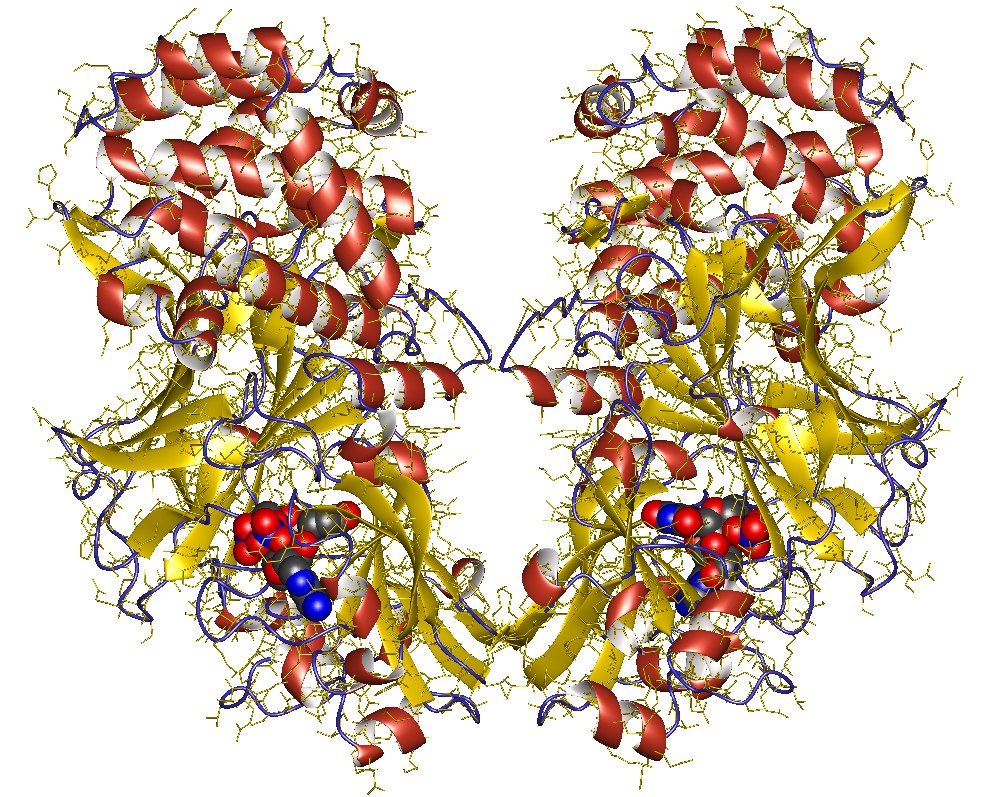
Diphtheria toxin dimer, Corynephage beta.

La Toxina diftérica se trata de una exotoxina secretada por Corynebacterium diphtheriae, la bacteria patógena que causa la difteria. El gen de la toxina está codificado por un bacteriófago, es decir, un virus que infecta a las bacterias.

## Historia
La toxina diftérica fue descubierta en 1888 por Émile Roux y Alexandre Yersin. En 1890 Emil Adolf von Behring desarrolló un suero anti-toxina obtenido en caballos hiperinmunizados con bacterias atenuadas de Corynebacterium diphtheriae. 
Loeffler descubrió que el organismo solo podía cultivarse en la cavidad nasofaríngea y que el daño a los órganos internos era el resultado de la toxina.
Freeman descubrió que el gen de la toxina estaba codificado por un fago lisogénico (un virus que infecta a bacterias) que infectaba todas las cepas bacterianas.

## Estructura
La toxina diftérica es una cadena de polipéptidos de 535 aminoácidos que consta de dos subunidades unidas por puentes disulfuro. La unión a la superficie celular de la subunidad B permite que la subunidad A penetre en la célula hospedadora.
La estructura es una molécula en forma de Y que contiene tres dominios. El fragmento A consiste el dominio C y el fragmento B contiene en los dominios R y T. 
- El domino C bloquea la síntesis de proteínas mediante la transferencia de ADP-ribosa de NAD a un residuo de diftamida.

- El dominio T tiene un pliegue de tipo globina, que facilita la transferencia del dominio C al citoplasma.
- El dominio R sirve a la toxina para reconocer la membrana celular. Al unirse al receptor de membrana, se produce un cambio conformacional por un cambio en el pH del medio, permitiendo que la subunidad A penetre en la célula.[3]

## Transmisión y enfermedad
La toxina diftérica se transmite fácilmente de una persona a otra, ya sea por contacto directo o por vía aérea, a través de las gotículas respiratorias emitidas por ejemplo al toser o estornudar. También puede diseminarse a través de tejidos u objetos contaminados.
Esta toxina produce una enfermedad denominada difteria.

## Mecanismo

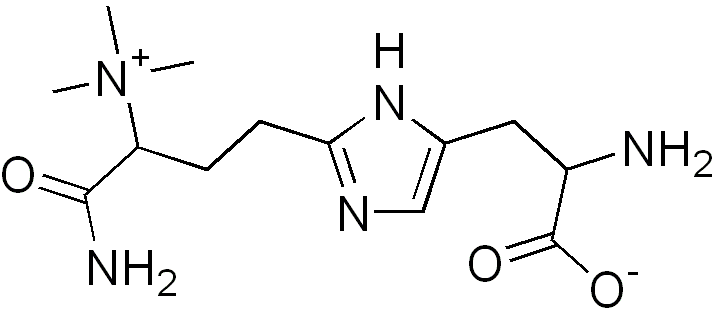
Diftamida.

La toxina causa la difteria en los seres humanos al ingresar al citoplasma celular e inhibir la síntesis de proteínas. 
La toxina se une al precursor del factor de crecimiento epidérmico de unión a heparina (HB-EGF). El complejo creado entra en la célula huésped por endocitosis. El endosoma se acidifica, haciendo que se transloque la subunidad A en el interior de la célula. 
Los enlaces se rompen y la subunidad B se queda en el endosoma en forma de poro. 
Cataliza la ADP-ribosilación del factor de elongación-2 eucariótico, el eEF2, inactivando esta proteína. De esta forma actúa como un inhibidor de la traducción de ARN, ya que la célula huésped no puede producir proteínas y muere. 
No necesita que la bacteria llegue a sangre, ya que la toxina es excretada al exterior de la bacteria, permitiendo que se extiendan los síntomas por todo el organismo, aunque la infección esté localizada en un lugar concreto.

## Dosis letal
La toxina diftérica tiene una potencia extraordinaria. La dosis letal para humanos es de alrededor de 0,1 μg de toxina por kg de peso corporal. Una liberación masiva de toxina en el cuerpo probablemente causará necrosis letal del corazón e hígado. También se ha asociado con la aparición de miocarditis, que es uno de los mayores riesgos para niños que no están inmunizados. 
Muchas exotoxinas, entre las que se encuentra la toxina diftérica, son altamente tóxicas para evitar que el sistema inmune actúe a largo plazo. 

## Uso clínico
La droga denileukin diftitox usa la toxina diftérica como un agente antineoplásico.